# Церемония (фильм, 1993)
«Церемония» — американский художественный телефильм 1993 года, снятый режиссёром Эндрю Уайлдом. Премьера фильма состоялась 22 июля 1993 года в США.
В России фильм также известен под названием «Спенсер: Церемония» (англ. Spenser: Ceremony). Просматривать этот фильм можно и детям от 13 лет, но вместе с родителями.

## Сюжет
Главный герой этого фильма — остроумный и обаятельный частный детектив Спенсер. У него есть возлюбленная — его вечная невеста Сюзан Сильверман.
В этом фильме Спенсер по поручению одного влиятельного политика разыскивает его дочь. Оказывается девушка попала в среду проституток и сутенёров. Спенсер же со своим верным другом Ястребом, крепким чернокожим парнем, пытается вызволить её из этого болота.

## В ролях
- Роберт Урич — Спенсер
- Эвери Брукс — Ястреб
- Уинстон Кэрролл — сержант Франк Бельсон
- Дэвид Николс — Гарри Киль
- Таня Аллен — Эприл Киль
- Барбара Уильямс — Сюзан Сильверман
- Джефферсон Уильямс — Митчел Дитрих

## Интересные факты
- О Спенсере вначале был многосерийный телесериал, который выходил с 1985 по 1988 год, затем же стали выходить отдельные телефильмы.
- В Германии этот фильм вышел под названием «Combat Zone».